# شوهی اوکادا
شوهی اوکادا (انگلیسی: Shohei Okada؛ زادهٔ ۲۹ آوریل ۱۹۸۹) بازیکن فوتبال اهل ژاپن است.
از باشگاه‌هایی که در آن بازی کرده‌است می‌توان به باشگاه فوتبال ساگان توسو اشاره کرد.